# 사요나라 (1957년 영화)
《사요나라》(Sayonara)는 미국에서 제작된 조슈아 로건 감독의 1957년 드라마, 멜로/로맨스 영화이다. 말론 브란도 등이 주연으로 출연하였고 윌리암 고에츠 등이 제작에 참여하였다.
이 영화는 1954년 소설 사요나라를 각색한 작품이다. 1950년대의 낭만적인 드라마들과는 달리 사요나라는 인종주의와 편견에 관해 정면으로 다룬다.

## 출연

### 주연
- 말론 브란도
- 패트리샤 오웬스
- 제임스 가너

### 조연
- 마샤 스코트
- 미코 타카
- 우메키 미요시
- 레드 버튼스
- 켄트 스미스
- 더글러스 왓슨
- 리카르도 몬탈반

## 기타
- 원작자: 제임스 미치너
- 음향: 조지 그로브스
- 미술: 테드 하워스
- 의상: 노마 코치